# Neusäß (Gemeindeteil)
Der Gemeindeteil Neusäß ist Namensgeber und Hauptort der Stadt Neusäß im schwäbischen Landkreis Augsburg in Bayern (Deutschland). Im lokalen Sprachgebrauch wird der Gemeindeteil auch „Alt-Neusäß“ genannt.

## Geschichte

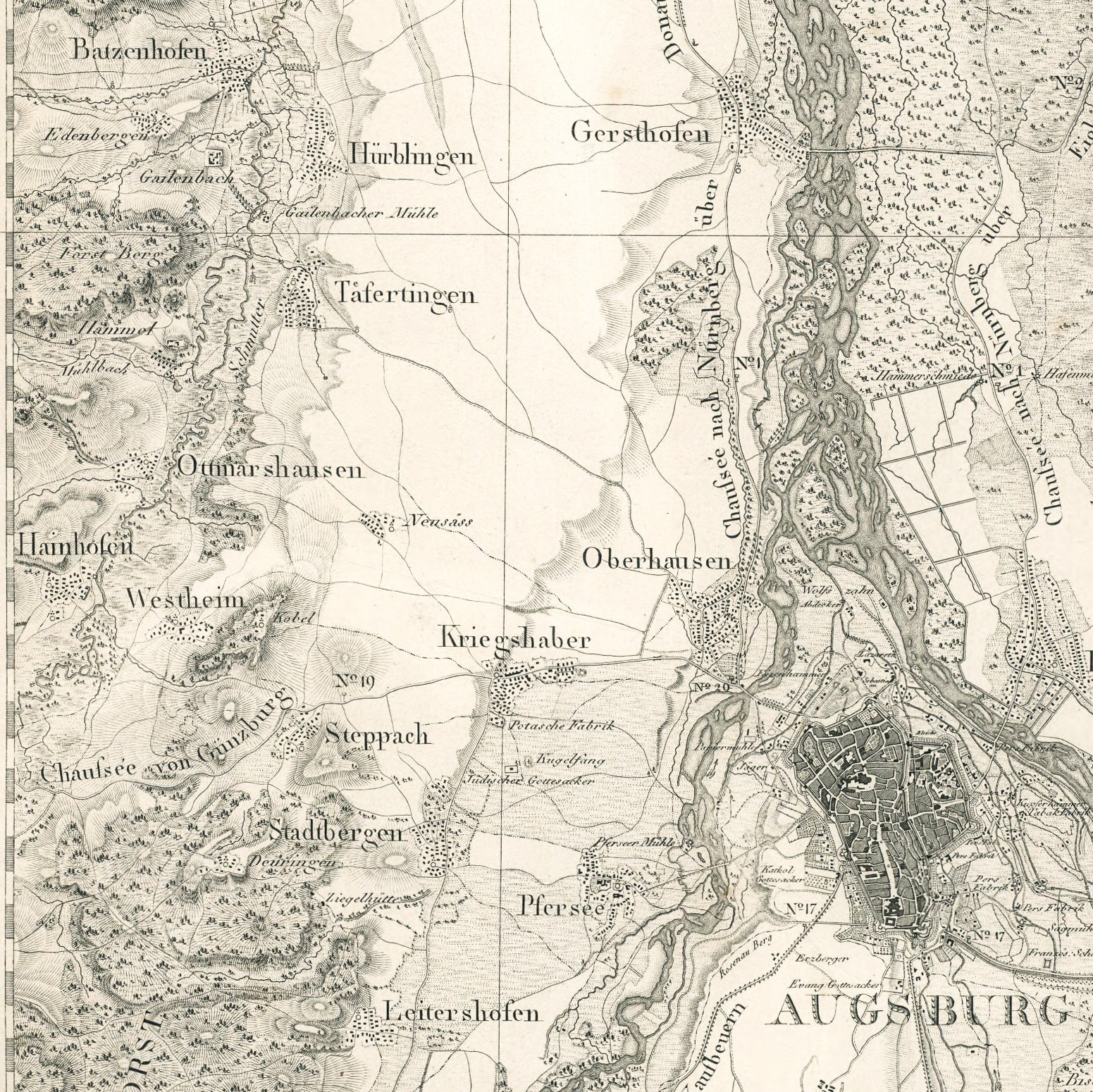
Im Topographischen Atlas (vor 1830) ist „Neusäss“ als kleiner Weiler auf der Flur zwischen den Dörfern Ottmarshausen und Kriegshaber eingezeichnet

Erstmals urkundlich erwähnt wurde der Ort 1179. Zu der Zeit siedelten sich mehrere Bauern um einen kleinen See an und nannten ihren Ort „Niusazen“ (etwa „Neuer Wohnsitz“), was später zu „Neusäß“ wurde. Der See wurde später trockengelegt. Heute befindet sich an dieser Stelle ein Spielplatz. Die Patrizierfamilie der Rembolds erbaute ein Schloss, das im Dreißigjährigen Krieg zerstört wurde. Nur die zu dem Remboldsschloss gehörende Kapelle ist noch erhalten.
Unweit der Kapelle gibt es ein anderes, erhaltenes Schlösschen, das Liebertschlösschen. Über dessen Alter und Ursprung ist nichts bekannt. Der Augsburger Bankier Benedikt Adam Liebert, der später nobilitiert und der Bauherr des Schaezlerpalais wurde, erwarb es 1762.

### Einwohnerentwicklung
Im 19. Jahrhundert lebten in Neusäß bis zu 162 Einwohner. Ab dem zweiten Drittel des 20. Jahrhunderts stieg die Einwohnerzahl stark an auf heute etwa 9000.
|       | Ort Neusäß     |
| ----- | -------------- |
| 1840: | 0134 Einwohner |
| 1861: | 0152 Einwohner |
| 1867: | 0137 Einwohner |
| 1871: | 0139 Einwohner |
| 1875: | 0123 Einwohner |
| 1885: | 0161 Einwohner |
| 1890: | 0162 Einwohner |
| 1900: | 0148 Einwohner |
| 1925: | 0264 Einwohner |
| 1933: | 0434 Einwohner |
| 1939: | 0942 Einwohner |
| 1946: | 1320 Einwohner |
| 1950: | 1464 Einwohner |
| 1952: | 1605 Einwohner |
| 1961: | 3667 Einwohner |
| 1970: | 6500 Einwohner |
| 1987: | 7347 Einwohner |

## Sehenswürdigkeiten
Nennenswerte Bauwerke sind die Ägidius-Kapelle aus dem 16. Jahrhundert, die Pfarrkirche St. Ägidius, das Torhaus der damaligen Keim-Farben-GmbH mit Wasserturm, das Liebert-Schlösschen, das neue Rathaus sowie die Stadthalle.